# Karl Landauer
Pour les articles homonymes, voir Landauer.
Karl Landauer, né le 12 octobre 1887 à Munich et mort le 27 janvier 1945 au camp de concentration de Bergen-Belsen, est un psychiatre et psychanalyste allemand. Il est le fondateur de l'Institut psychanalytique de Francfort (1929).

## Biographie
Il fait des études de médecine dans la perspective de devenir pédiatre, puis s'oriente vers la psychiatrie, auprès de Julius Wagner-Jauregg. À l'incitation de Max Isserlin, il se forme à la psychanalyse avec Sigmund Freud en 1912, et est admis comme membre de la Société psychanalytique de Vienne en 1913. Il est mobilisé comme médecin, durant la Première Guerre mondiale, une expérience qui le rend pacifiste. Il poursuit sa formation psychiatrique à Francfort-sur-le-Main en 1919 et s'installe comme psychanalyste en 1923 dans cette ville, où il participe au développement des activités psychanalytiques, notamment à la création, en 1929, de l'Institut psychanalytique de Francfort, sur le modèle de l'Institut psychanalytique de Berlin. L'institut de Francfort, fondé à la demande de Max Horkheimer, avec Erich Fromm, Frieda Fromm-Reichmann et Heinrich Meng, est relié à l'Institut de recherches sociales. 
Il est très actif sur le plan de la diffusion de la psychanalyse, participe à l'organisation de plusieurs congrès de l'Association psychanalytique internationale, à Wurtzbourg (1924), Bad Homburg (1925) et Wiesbaden (1932). En 1933, il s'exile à Amsterdam, où il est le principal analyste didacticien, il donne notamment des conférences pour le quatre-vingtième anniversaire de Freud à la société néerlandaise de psychanalyse, ainsi qu'à la Société psychanalytique de Vienne. Il ne se décide pas à quitter les Pays-Bas à temps, et est arrêté en 1943, interné au camp de Westerbork, puis transféré à Bergen-Belsen, où il meurt d'inanition en janvier 1945.
Il est l'auteur de plusieurs publications, notamment Spontanheilung (1914), « Passive » Teknik (1924), Äquivalente der Trauer (1925, Zur psychosexuellen Genese der Dummheit (1929), Die Ich-Organisation in der Pubertât (1935), Die Affekte und Ihre Entwicklung (1936, Theorie der Affekte und andere Schriften zur Ich-Organisation (posthume, 1991).
Il est l'auteur notamment d'une étude sur l'identification narcissique avec l'objet perdu et l'un des premiers à réaliser des thérapies analytiques d'enfants et d'adolescents.